# 1943 en science-fiction
| Années de la science-fiction : 1940 - 1941 - 1942 - 1943 - 1944 - 1945 - 1946    |
| Décennies de la science-fiction : 1910 - 1920 - 1930 - 1940 - 1950 - 1960 - 1970 |

L'année 1943 a été marquée, en matière de science-fiction, par les événements suivants.

## Naissances et décès

### Naissances
- 9 juin : Joe Haldeman, écrivain américain.
- 14 juillet : Hans Joachim Alpers, écrivain allemand, mort en 2011.
- 14 juillet : Christopher Priest, écrivain britannique, mort en 2024.
- 21 août : Lucius Shepard, écrivain américain, mort en 2014.

### Décès
- 21 août : Abraham Merritt, né en 1884, mort à 59 ans.

## Événements

### Prix Hugo
Les prix ont été décernés rétroactivement en 2018.
- Roman : L'Enfant de la science (Beyond This Horizon) par Robert A. Heinlein (sous le nom de Anson McDonald)
- Roman court : Waldo (Waldo) par Robert A. Heinlein (sous le nom d'Anson MacDonald)
- Nouvelle longue : Les Encyclopédistes (Foundation) par Isaac Asimov
- Nouvelle courte : Le Twonky (The Twonky) par Catherine Lucille Moore et Henry Kuttner
- Histoire graphique prix non décerné
- Présentation dramatique (format long) : prix non décerné
- Présentation dramatique (format court) : Bambi, réalisé par David D. Hand, écrit par Perce Pearce et Larry Morey, adaptation du roman de Felix Salten
- Éditeur (format court) : John W. Campbell
- Éditeur (format long) : prix non décerné
- Artiste professionnel : Virgil Finlay
- Magazine amateur : Le Zombie (en), édité par Wilson Tucker
- Écrivain amateur : Forrest J Ackerman

## Parutions littéraires

### Romans
- Perelandra par C. S. Lewis.
- Ravage par René Barjavel.
- Le Voyageur imprudent par René Barjavel.

### Nouvelles
- Arrêt de mort par Isaac Asimov.
- Le Patient par Edna Mayne Hull.
- Le Paradoxe perdu par Fredric Brown.

## Sorties audiovisuelles

### Films
- L'Agent secret par Seymour Kneitel.
- The Ape Man par William Beaudine.
- Batman par Lambert Hillyer.